# The Ode Less Travelled: Unlocking the Poet Within
The Ode Less Travelled: Unlocking The Poet Within is een boek van schrijver, acteur, komiek en filmregisseur Stephen Fry over het schrijven van poëzie. Het boek bevat theorie over de dichtkunst, waarmee de lezer een houvast heeft als die zelf een gedicht wil gaan schrijven: zomaar een gedicht schrijven is moeilijk, maar het wordt gemakkelijker wanneer men een idee heeft van wat voor vorm het gedicht moet hebben, volgens Fry.
De titel is gebaseerd op de zin The Road Less Travelled, een veelvuldig gebruikte uitdrukking die gebaseerd is op het gedicht The Road Not Taken van Robert Frost.